# Phylloscopus ogilviegranti
Phylloscopus ogilviegranti е вид птица от семейство Phylloscopidae.

## Разпространение
Видът е разпространен във Виетнам, Камбоджа, Китай, Лаос и Тайланд.